# Eupithecia roderaria
Eupithecia roderaria là một loài bướm đêm trong họ Geometridae.